# 아리아 : 더 베네디지오네
《아리아 : 더 베네디지오네》(영어: ARIA The BENEDIZIONE)는 2021년 공개된 일본의 애니메이션 영화이다.

## 등장인물
- 사이토 치와 : 아이카 역
- 미나가와 쥰코 : 아키라 역
- 나카하라 마이 : 아즈사 역
- 하즈키 에리노 : 아카리 역
- 오오하라 사야카 : 아리시아 역
- 미즈하시 카오리 : 아이 역
- 히로하시 료 : 아리스 역
- 사토 리나 : 아테나 역
- 카야노 아이 : 아냐 역